# Carabus chevrolati
Carabus chevrolati is een keversoort uit de familie van de loopkevers (Carabidae). De wetenschappelijke naam van de soort is voor het eerst geldig gepubliceerd in 1837 door Cristoforis & Jan.